# 彼得拉·迈迪奇
彼得拉·迈迪奇（1979年12月22日—），斯洛文尼亚女子越野滑雪运动员。她曾代表斯洛文尼亚参加2002年、2006年和2010年冬季奥林匹克运动会越野滑雪比赛，其中2010年冬季奥运会获得一枚铜牌。